# Nederländerna i olympiska vinterspelen 1964
Nederländerna deltog med sex deltagare vid de olympiska vinterspelen 1964 i Innsbruck. Totalt vann de en guldmedalj och en silvermedalj.

## Medaljer

### Guld
- Sjoukje Dijkstra  - Konståkning.

### Silver
- Kees Verkerk - Hastighetsåkning på skridskor, 1 500 meter.